# Kegyes kis hazugság
A Kegyes kis hazugság (eredeti cím: A Little White Lie) 2022-es amerikai független filmvígjáték, amelyet Michael Maren írt és rendezett Chris Belden 2013-as Shriver című regénye alapján. A főbb szerepekben Michael Shannon, Kate Hudson, Don Johnson és Zach Braff látható.
A gyártás eredetileg 2017-ben kezdődött volna, de 2020-ra halasztották. Az új szereplőgárdával a forgatás 2020 februárjában kezdődött, és egy héttel a forgatás befejezése előtt a COVID-19 világjárvány miatt több mint egy évvel későbbre tolódott a forgatás. A mozikban és a Video on Demand kínálatban 2023. március 3-án jelent meg.

## Cselekmény
Egy Shriver nevű híres írót meghívnak egy főiskolai irodalmi fesztiválra, de a meghívót tévedésből egy ugyanilyen nevű „szerencsétlen” ezermester kapja, aki még könyvet sem olvasott. Ennek ellenére elfogadja a meghívást, és elutazik a főiskolára, ahol rajongók és más írók fogadják, ráadásul kapcsolat alakul ki egy angol professzorral. Végül megérkezik az igazi Shriver, és leleplezi az ezermestert, mint szélhámost. Azonban kiderül, hogy csaló, amikor a rendőrség üldözőbe veszi. Lelepleződik sorozatos szélhámossága. A film végén Shiver megkérdezi az angol professzort, kezdhetik-e elölről, miközben a személyazonossága homályban marad.

## Szereplők
| Szerep                    | Színész              | Magyar hang     |
| ------------------------- | -------------------- | --------------- |
| Shriver                   | Michael Shannon      | Király Attila   |
| Simone Cleary             | Kate Hudson          | Bertalan Ágnes  |
| Teresa                    | Romy Bryne           | Hermann Lilla   |
| T. Wasserman              | Don Johnson          | Mihályi Győző   |
| Delta Jones               | Da’Vine Joy Randolph | Kocsis Mariann  |
| Blythe Brown              | Aja Naomi King       |                 |
| Jack Blunt                | Benjamin King        | Fesztbaum Béla  |
| Arthur Baldwin professzor | M. Emmet Walsh       | Szabó Endre     |
| Layla                     | Perry Mattfeld       |                 |
| Lenny                     | Mark Boone Junior    |                 |
| Charlie                   | Giorgia Whigham      |                 |
| Karpas nyomozó            | Jimmi Simpson        | Hamvas Dániel   |
| Victor Bennet             | Adhir Kalyan         |                 |
| Dr. Bedrosian             | Wendie Malick        |                 |
| az igazi Shriver          | Zach Braff           | Markovics Tamás |
| a főiskola elnöke         | Kate Linder          |                 |
| Sophie Firestone          | Peyton List          | Pekár Adrienn   |

### Magyar változat
- Főcím: Zahorán Adrienne
- Magyar szöveg és szinkronrendező: Berzsenyi Zoltán
- Hangmérnök és vágó: Papp Zoltán István
- Felvevő hangmérnök: Magán Olivér
- Gyártásvezető: Mészáros Szilvia
- Produkciós vezető: Legény Judit

A szinkront a Laborfilm Szinkronstúdió készítette el.

## A film készítése
2017 áprilisában jelentették be, hogy Toni Collette és Thomas Haden Church szerepet kapott az eredetileg Shriver című filmben, amelyet Michael Maren ír és rendez Chris Belden 2013-as, azonos című regénye alapján. A következő hónapban Whoopi Goldberg és Giancarlo Esposito csatlakozott a stábhoz. 2019-ben Michael Shannon csatlakozott a szereposztáshoz Shriver főszerepében, majd a produkciót felfüggesztették, amíg Maren rákkezelésen vett részt. Shannon azután került a fedélzetre, hogy Maren meglátogatta Shannon darabját a A Red Orchid Theatre-ben, és egy vacsora közben felajánlotta a szerepet. Maren már a forgatókönyv megírása és Hoffman halála előtt is Philip Seymour Hoffman-t tartotta elképzelhetőnek Shriver szerepére. Kate Hudson még abban az évben leszerződött a film főszerepére. Da’Vine Joy Randolph, Jimmi Simpson, Zach Braff, Mark Boone Junior, Aja Naomi King, Adhir Kalyan és Benjamin King 2020-ban csatlakozott a stábhoz, Collette, Church, Goldberg és Esposito helyett.

## Bemutató
A filmet 2022. október 14-én mutatták be a Newport Beach-i filmfesztiválon. A Saban Films 2023. március 3-án jelentette meg a filmet korlátozott számú mozikban, a Paramount Pictures pedig digitális platformokon.